# آرال‌توغای
آرال‌توغای (به قزاقی: Araltogay) یک روستا در قزاقستان است که در شهرستان آیتکه بی واقع شده‌است. آرال‌توغای ۲۱۰ متر بالاتر از سطح دریا واقع شده‌است.